# Báránykő
Báránykő (románul Piatra Fântânele) falu Romániában, Beszterce-Naszód megyében. Közigazgatásilag Borgótiha községhez tartozik.

## Fekvése
Besztercétől 45 km-re az E58-as úton.

## Története
A Tihuca-hágón 1201 méter tengerszint feletti magasságban fekvő falu környéke már a római korban lakott lehetett. Itt vezet keresztül a régi római hadiút, melynek kövezete sok helyen máig ép maradt.
A település ma telente síparadicsom, felvonóval, szállodákkal.

## Nevezetességek
- Régi római út
- Sífelvonó